# Crécy-sur-Serre
Crécy-sur-Serre är en kommun i departementet Aisne i regionen Hauts-de-France i norra Frankrike. Kommunen ligger  i kantonen Crécy-sur-Serre som ligger i arrondissementet Laon. År 2022 hade Crécy-sur-Serre 1 487 invånare.

## Befolkningsutveckling
Antalet invånare i kommunen Crécy-sur-Serre
Referens: INSEE